# Окунево (Кирилловский район)
О́кунево — деревня в Кирилловском районе Вологодской области России.
Входит в состав Талицкого сельского поселения, с точки зрения административно-территориального деления — в Талицкий сельсовет.
Расстояние по автодороге до районного центра Кириллова — 75 км, до центра муниципального образования Талиц — 10 км. Ближайшие населённые пункты — Верхоглядово, Займищи, Прядихино.
По переписи 2002 года население — 22 человека (9 мужчин, 13 женщин). Всё население — русские.